# Década de 70 a.C.
Séculos: (Século II a.C. - Século I a.C. - Século I)
Décadas: 120 a.C. 110 a.C. 100 a.C. 90 a.C. 80 a.C. - 70 a.C. - 60 a.C. 50 a.C. 40 a.C. 30 a.C. 20 a.C.
Anos:
79 a.C. - 78 a.C. - 77 a.C. - 76 a.C. - 75 a.C. - 74 a.C. - 73 a.C. - 72 a.C. - 71 a.C. - 70 a.C.